# Большой Китайский мост

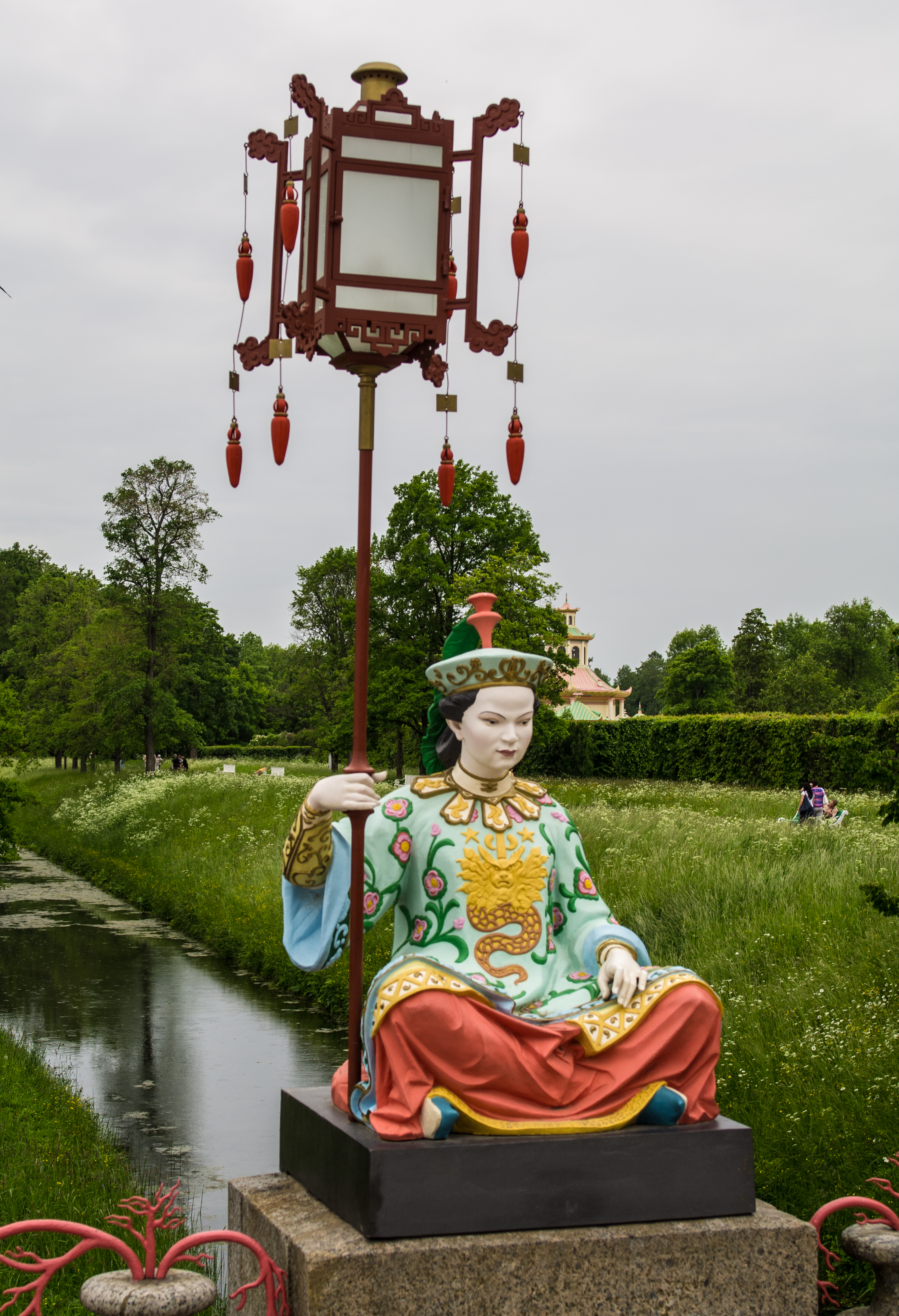

Большой Китайский мост со статуями китайцев — памятник архитектуры, однопролётный мост в Александровском парке Царского Села. Псевдокитайское парковое сооружение.
До 1780-х годов мосты через канал-границу регулярной части парка были деревянными. Проект каменного моста исполнил И. В. Неелов и переработал Ч. Камерон. Сооружение построено в 1784-1786 годах.
Однопролётный арочный мост с лестничными спусками украшен 8 каменными постаментами с фигурами китайцев. Вместо обычной для моста ограды из тумб и перил ограждение выполнено из 26 высоких узких «китайских» гранитных ваз и связующих их кованными из железа ветвями коралла (отрогами). Фигуры китайцев изначально были сделаны из известняка, в 1860-е годы их заменили цинковыми полихромно раскрашенными статуями, изготовленными «Генке, Плеске и Моран» по моделям П. И. Шварца под наблюдением И. А. Монигетти.
Во время Великой Отечественной войны перила были уничтожены, но отреставрированы (не позднее 1985 года, вероятно, в 1960-е годы); фигуры китайцев восстановили по фотографиям в 2010 году.